# ハードワーカー
ハードワーカー（英: hardworker）は、
1. 一生懸命、休みなく働く人のこと。
2. サッカー用語の一つ。

本項では、2.について記述する。

## サッカーにおけるハードワーカー
サッカーでは、主に中盤でチームのために豊富な運動量で貢献する選手の呼称である。
目立つプレーはないが、攻撃では、相手の裏へ走る第三の動き、パスの中継、隙をつく攻撃参加、守備では相手選手のマーク、ボールホルダーへのチェック、空いたポジションの穴埋め、パスコースの閉鎖、効果的なタックルによるボール奪取等々、非常に多種多様な仕事を求められることから、現代サッカーにおいては非常に重要なポジションとして位置づけられ、各国で違う呼び名を持つ。なお、日本では「汗かき屋」「中盤の底」などと呼ばれる。イビチャ・オシムは「水を運ぶ選手」と表現した。また、これらの選手たちは、その仕事の多さから、フィールドを縦横無尽に走り回ることが多く、中には一試合で10km以上を走る選手も少なくない。堅実ながらチームを勢いづけるプレイが多いのも特色。